# Makokou
Makokou är en stad i Gabon, huvudstad i provinsen Ogooué-Ivindo. Den ligger i den nordöstra delen av landet, 400 km öster om huvudstaden Libreville. Antalet invånare är 20 653.